# Liste der Kulturdenkmäler in Fleringen
In der Liste der Kulturdenkmäler in Fleringen sind alle Kulturdenkmäler der rheinland-pfälzischen Ortsgemeinde Fleringen aufgeführt. Grundlage ist die Denkmalliste des Landes Rheinland-Pfalz (Stand: 27. Juni 2022).

## Einzeldenkmäler
| Bezeichnung                       | Lage                                  | Baujahr                         | Beschreibung | Bild                           |
| --------------------------------- | ------------------------------------- | ------------------------------- | --- | ------------------------------ |
| Wegekreuz                         | Brunnenstraße, bei Nr. 15 Lage        | 1787                            | nachbarockes Schaftkreuz, 1787 (irrtümlich bezeichnet 1737) | Fotos hochladen                |
| Katholische Pfarrkirche St. Lukas | Hauptstraße 15 Lage                   | 15. oder frühes 16. Jahrhundert | dreiachsiger Saalbau, 1683, Chor und wohl auch Chorflankenturm mittelalterlich, 15. oder frühes 16. Jahrhundert, Sakristei wohl aus dem 17. oder 18. Jahrhundert; mit Ausstattung; vor der Kirche Pfarrergrabmal, bezeichnet 1826 | weitere Bilder Fotos hochladen |
| Quereinhaus                       | Hauptstraße 16 Lage                   | 1763                            | bezeichnet 1763; der etwa gleich lange Wirtschaftsteil ohne Tenne gehört in seiner heutigen Erscheinung dem 19. oder frühen 20. Jahrhundert an                                                                                    | BW                             |
| Wegekreuz                         | nördlich des Ortes, an der K 170 Lage | 1813                            | nachbarockes Schaftkreuz, bezeichnet 1813 | BW                             |
| Wegekreuz                         | östlich des Ortes an der L 30 Lage    | 1717                            | Nischenkreuz in nachgotischer Tradition, bezeichnet 1717 | BW                             |